# Spanyolország az 1988. évi nyári olimpiai játékokon
Spanyolország a dél-koreai Szöulban megrendezett 1988. évi nyári olimpiai játékok egyik részt vevő nemzete volt. Az országot az olimpián 24 sportágban 230 sportoló képviselte, akik összesen 4 érmet szereztek.

## Érmesek
| Érem  | Versenyző                           | Sportág       | Versenyszám      |
| ----- | ----------------------------------- | ------------- | ---------------- |
| Arany | José Luis Doreste                   | Vitorlázás    | Finn dingi       |
| Ezüst | Emilio Sánchez Vicario Sergio Casal | Tenisz        | Férfi páros      |
| Bronz | Jorge Guardiola                     | Sportlövészet | Skeet            |
| Bronz | Sergio López                        | Úszás         | Férfi 200 m mell |

## Atlétika
Férfi
| Versenyző                                                              | Versenyszám     | Előfutam      | Előfutam      | Előfutam      | Negyeddöntő | Negyeddöntő | Negyeddöntő | Elődöntő | Elődöntő | Elődöntő | Döntő         | Döntő         |
| Versenyző                                                              | Versenyszám     | Idő           | Hely.         | Össz.         | Idő         | Hely.       | Össz.       | Idő      | Hely.    | Össz.    | Idő           | Helyezés      |
| ---------------------------------------------------------------------- | --------------- | ------------- | ------------- | ------------- | ----------- | ----------- | ----------- | -------- | -------- | -------- | ------------- | ------------- |
| José Javier Arqués                                                     | 100 m           | 10,44         | 3.            | 20.**         | 10,43       | 5.          | 27.*        | kiesett  | kiesett  | kiesett  | kiesett       | kiesett       |
| Enrique Talavera                                                       | 100 m           | 10,61         | 5.            | 47.           | kiesett     | kiesett     | kiesett     | kiesett  | kiesett  | kiesett  | kiesett       | kiesett       |
| Gaietà Cornet                                                          | 400 m           | 46,16         | 2.            | 16.           | 45,39       | 5.          | 17.         | kiesett  | kiesett  | kiesett  | kiesett       | kiesett       |
| Antonio Sánchez                                                        | 400 m           | 47,18         | 5.            | 40.           | kiesett     | kiesett     | kiesett     | kiesett  | kiesett  | kiesett  | kiesett       | kiesett       |
| Colomán Trabado                                                        | 800 m           | 1:46,76       | 4.            | 4.            | 1:48,12     | 7.          | 29.         | kiesett  | kiesett  | kiesett  | kiesett       | kiesett       |
| Tomás de Teresa                                                        | 800 m           | 1:47,32       | 4.            | 11.*          | 1:48,01     | 8.          | 27.         | kiesett  | kiesett  | kiesett  | kiesett       | kiesett       |
| Alejandro Gómez                                                        | 5000 m          | 13:51,60      | 9.            | 23.           |             |             |             | 13:41,73 | 11.      | 23.      | kiesett       | kiesett       |
| Abel Antón                                                             | 5000 m          | 13:58,59      | 7.            | 30.           |             |             |             | 13:39,13 | 12.      | 22.      | kiesett       | kiesett       |
| Antonio Prieto                                                         | 10 000 m        | 28:22,52      | 4.            | 15.           |             |             |             |          |          |          | 27:52,78      | 10.           |
| Antonio Serrano                                                        | 10 000 m        | 29:01,13      | 12.           | 25.           |             |             |             |          |          |          | kiesett       | kiesett       |
| José Manuel Albentosa                                                  | 10 000 m        | nem ért célba | nem ért célba | nem ért célba |             |             |             |          |          |          | kiesett       | kiesett       |
| Alfonso Abellán                                                        | Maraton         |               |               |               |             |             |             |          |          |          | 2:31:10       | 64.           |
| Honorato Hernández                                                     | Maraton         |               |               |               |             |             |             |          |          |          | nem ért célba | nem ért célba |
| Carlos Sala                                                            | 110 m gát       | 14,00         | 4.            | 18.*          | 13,77       | 4.          | 14.         | 13,85    | 6.       | 11.      | kiesett       | kiesett       |
| Javier Moracho                                                         | 110 m gát       | 13,96         | 5.            | 16.*          | 13,88       | 6.          | 15.         | kiesett  | kiesett  | kiesett  | kiesett       | kiesett       |
| José Alonso                                                            | 400 m gát       | 50,21         | 3.            | 15.           |             |             |             | 49,57    | 6.       | 11.      | kiesett       | kiesett       |
| Daniel Plaza                                                           | 20 km gyaloglás |               |               |               |             |             |             |          |          |          | 1:21:53       | 12.           |
| Ricardo Pueyo                                                          | 20 km gyaloglás |               |               |               |             |             |             |          |          |          | 1:23:40       | 23.           |
| José Marín                                                             | 20 km gyaloglás |               |               |               |             |             |             |          |          |          | 1:20:34       | 4.            |
| José Marín                                                             | 50 km gyaloglás |               |               |               |             |             |             |          |          |          | 3:43:03       | 5.            |
| Jorge Llopart                                                          | 50 km gyaloglás |               |               |               |             |             |             |          |          |          | 3:48:09       | 13.           |
| Manuel Alcalde                                                         | 50 km gyaloglás |               |               |               |             |             |             |          |          |          | 3:59:13       | 25.           |
| Florencio Gascón Enrique Talavera Valentín Rocandio José Javier Arqués | 4 × 100 m váltó | nem ért célba | nem ért célba | nem ért célba |             |             |             | kiesett  | kiesett  | kiesett  | kiesett       | kiesett       |

| Versenyző      | Versenyszám | Selejtező                | Selejtező                | Döntő    | Döntő    |
| Versenyző      | Versenyszám | Eredmény                 | Helyezés                 | Eredmény | Helyezés |
| -------------- | ----------- | ------------------------ | ------------------------ | -------- | -------- |
| Arturo Ortíz   | Magasugrás  | 228 cm                   | 7.                       | 225 cm   | 14.      |
| Javier García  | Rúdugrás    | érvényes kísérlet nélkül | érvényes kísérlet nélkül | kiesett  | kiesett  |
| Antonio Corgos | Távolugrás  | 791 cm                   | 7.                       | 803 cm   | 5.       |

| Versenyző        | Versenyszám | 100 m | 100 m | Távolugrás | Távolugrás | Súlylökés | Súlylökés | Magasugrás | Magasugrás | 400 m | 400 m | 110 m gát | 110 m gát | Diszkoszvetés | Diszkoszvetés | Rúdugrás | Rúdugrás | Gerelyhajítás | Gerelyhajítás | 1500 m  | 1500 m | Végeredmény | Végeredmény |
| Versenyző        | Versenyszám | Idő   | Pont  | Eredmény   | Pont       | Eredmény  | Pont      | Eredmény   | Pont       | Idő   | Pont  | Idő       | Pont      | Eredmény      | Pont          | Eredmény | Pont     | Eredmény      | Pont          | Idő     | Pont   | Pont        | Helyezés    |
| ---------------- | ----------- | ----- | ----- | ---------- | ---------- | --------- | --------- | ---------- | ---------- | ----- | ----- | --------- | --------- | ------------- | ------------- | -------- | -------- | ------------- | ------------- | ------- | ------ | ----------- | ----------- |
| Antonio Peñalver | Tízpróba    | 11,38 | 778   | 708 cm     | 833        | 14,31 m   | 747       | 200 cm     | 803        | 50,24 | 804   | 14,97     | 853       | 46,34 m       | 794           | 440 cm   | 731      | 55,68 m       | 673           | 4:32,68 | 727    | 7743        | 23.         |

Női
| Versenyző           | Versenyszám | Előfutam | Előfutam | Előfutam | Negyeddöntő | Negyeddöntő | Negyeddöntő | Elődöntő | Elődöntő | Elődöntő | Döntő   | Döntő    |
| Versenyző           | Versenyszám | Idő      | Hely.    | Össz.    | Idő         | Hely.       | Össz.       | Idő      | Hely.    | Össz.    | Idő     | Helyezés |
| ------------------- | ----------- | -------- | -------- | -------- | ----------- | ----------- | ----------- | -------- | -------- | -------- | ------- | -------- |
| Sandy Myers         | 100 m       | 11,86    | 5.       | 43.*     | kiesett     | kiesett     | kiesett     | kiesett  | kiesett  | kiesett  | kiesett | kiesett  |
| Blanca Lacambra     | 400 m       | 53,04    | 2.       | 21.      | 53,76       | 8.          | 28.         | kiesett  | kiesett  | kiesett  | kiesett | kiesett  |
| Maite Zúñiga        | 800 m       | 2:00,98  | 4.       | 4.       |             |             |             | 1:58,85  | 4.       | 6.       | 1:59,82 | 7.       |
| Montserrat Pujol    | 800 m       | 2:03,73  | 5.       | 21.      |             |             |             | kiesett  | kiesett  | kiesett  | kiesett | kiesett  |
| Angelines Rodríguez | 3000 m      | 9:03,39  | 12.      | 25.      |             |             |             |          |          |          | kiesett | kiesett  |
| Ana Isabel Alonso   | 10 000 m    | 32:40,50 | 15.      | 25.      |             |             |             |          |          |          | kiesett | kiesett  |
| Cristina Pérez      | 400 m gát   | 55,29    | 2.       | 5.       |             |             |             | 55,23    | 5.       | 10.      | kiesett | kiesett  |

* - egy másik versenyzővel azonos eredményt ért el

** - két másik versenyzővel azonos eredményt ért el

## Birkózás
Kötöttfogású
| Versenyző        | Versenyszám | Vigaszágas kiesés                                                                                           | Vigaszágas kiesés | Helyosztók        | Helyosztók        | Bronz- mérkőzés   | Döntő             | Helyezés    |
| Versenyző        | Versenyszám | Vigaszágas kiesés                                                                                           | Vigaszágas kiesés | 7. helyért        | 5. helyért        | Bronz- mérkőzés   | Döntő             | Helyezés    |
| Versenyző        | Versenyszám | Ellenfél Eredmény                                                                                           | Hely.             | Ellenfél Eredmény | Ellenfél Eredmény | Ellenfél Eredmény | Ellenfél Eredmény | Helyezés    |
| ---------------- | ----------- | --- | ----------------- | ----------------- | ----------------- | ----------------- | ----------------- | ----------- |
| Carlos Fernández | 62 kg       | B csoport · Peter Behl (FRG) · 0–15 · Zeki Şahin (TUR) · 0–12                                               | 8.                | kiesett           | kiesett           | kiesett           | kiesett           | helyezetlen |
| Francisco Barcia | 68 kg       | A csoport · Daniel Navarrete (ARG) · 7–5 · Zouheir Hory (SYR) · 0–15 · Herminio Hidalgo (PAN) · passzivitás | 10.               | kiesett           | kiesett           | kiesett           | kiesett           | helyezetlen |
| Óscar Sánchez    | 74 kg       | A csoport · Franc Podlesek (YUG) · kétvállas · Józef Tracz (POL) · kétvállas                                | 8.                | kiesett           | kiesett           | kiesett           | kiesett           | helyezetlen |

Szabadfogású
| Versenyző          | Versenyszám | Vigaszágas kiesés                                                                                          | Vigaszágas kiesés | Helyosztók        | Helyosztók        | Bronz- mérkőzés   | Döntő             | Helyezés    |
| Versenyző          | Versenyszám | Vigaszágas kiesés                                                                                          | Vigaszágas kiesés | 7. helyért        | 5. helyért        | Bronz- mérkőzés   | Döntő             | Helyezés    |
| Versenyző          | Versenyszám | Ellenfél Eredmény                                                                                          | Hely.             | Ellenfél Eredmény | Ellenfél Eredmény | Ellenfél Eredmény | Ellenfél Eredmény | Helyezés    |
| ------------------ | ----------- | --- | ----------------- | ----------------- | ----------------- | ----------------- | ----------------- | ----------- |
| Alfredo Marcuño    | 48 kg       | B csoport · Tim Vanni (USA) · 0–16 · Mohamed El-Messouti (SYR) · 3–10                                      | 8.                | kiesett           | kiesett           | kiesett           | kiesett           | helyezetlen |
| Vicente Cáceres    | 62 kg       | A csoport · Theodore Dikanda (SWE) · 4–6 · Dan Cumming (AUS) · 5–11                                        | 11.               | kiesett           | kiesett           | kiesett           | kiesett           | helyezetlen |
| Juan Caride        | 68 kg       | A csoport · Jukka Rauhala (FIN) · kétvállas · Arszen Fadzajev (URS) · kétvállas                            | 12.               | kiesett           | kiesett           | kiesett           | kiesett           | helyezetlen |
| Eusebio Serna      | 74 kg       | B csoport · Jun Gjongdzse (Yun Gyeong-Jae) (KOR) · 0–15 · Gary Holmes (CAN) · 0–16                         | 11.               | kiesett           | kiesett           | kiesett           | kiesett           | helyezetlen |
| Francisco Iglesias | 82 kg       | A csoport · az 1. fordulóban erőnyerő · Ahmed Afghan (IRI) · 0–15 · Han Mjongu (Han Myeong-U) (KOR) · 0–13 | 10.               | kiesett           | kiesett           | kiesett           | kiesett           | helyezetlen |
| Jesús Montesdeoca  | 130 kg      | A csoport · Ham Dogvon (Ham Deog-Won) (KOR) · 4–6 · Daniel Payne (CAN) · passzivitás                       | 7.                | kiesett           | kiesett           | kiesett           | kiesett           | helyezetlen |

## Cselgáncs
| Versenyző         | Versenyszám | Csoport | Selejtező                      | 32-es főtábla                           | Nyolcaddöntő                         | Negyeddöntő                              | Elődöntő          | Vigaszág nyolcaddöntő | Vigaszág negyeddöntő             | Vigaszág elődöntő                 | Bronz- mérkőzés   | Döntő             | Helyezés |
| Versenyző         | Versenyszám | Csoport | Ellenfél Eredmény              | Ellenfél Eredmény                       | Ellenfél Eredmény                    | Ellenfél Eredmény                        | Ellenfél Eredmény | Ellenfél Eredmény     | Ellenfél Eredmény                | Ellenfél Eredmény                 | Ellenfél Eredmény | Ellenfél Eredmény | Helyezés |
| ----------------- | ----------- | ------- | ------------------------------ | --------------------------------------- | ------------------------------------ | ---------------------------------------- | ----------------- | --------------------- | -------------------------------- | --------------------------------- | ----------------- | ----------------- | -------- |
| Carlos Sotillo    | Légsúly     | B       | erőnyerő                       | Renato Santos (POR) · 0000–0000 (bírói) | kiesett                              | kiesett                                  | kiesett           |                       |                                  |                                   |                   |                   | 20.      |
| Joaquín Ruiz      | Könnyűsúly  | B       | erőnyerő                       | Mohamed Meridja (ALG) · 0011–0000       | Ezio Gamba (ITA) · 0000 (bírói)–0000 | Marc Alexandre (FRA) · 0010–0010 (bírói) |                   |                       |                                  | Hajtós Bertalan (HUN) · 0000–0002 | kiesett           |                   | 7.       |
| Vítorino González | Váltósúly   | A       | James Kihara (KEN) · 1000–0000 | Luis Ochoa (COL) · 0201–0000            | Frank Wieneke (FRG) · 0000–1100      |                                          |                   |                       | Lars Adolfsson (SWE) · 1000–0000 | Pascal Tayot (FRA) · 0001–0100    | kiesett           |                   | 7.       |

## Evezés
Férfi
| Versenyző                                                                         | Versenyszám              | Előfutam | Előfutam | Vigaszág | Vigaszág | Elődöntő | Elődöntő | Döntő   | Döntő   | Döntő   | Helyezés    |
| Versenyző                                                                         | Versenyszám              | Idő      | Hely.    | Idő      | Hely.    | Idő      | Hely.    | Típus   | Idő     | Hely.   | Helyezés    |
| --------------------------------------------------------------------------------- | ------------------------ | -------- | -------- | -------- | -------- | -------- | -------- | ------- | ------- | ------- | ----------- |
| José Manuel Bermúdez Manuel Vera                                                  | Kétpárevezős             | 6:26,78  | 3.       | 6:43,67  | 3.       | 6:31,03  | 6.       | B       | 7:02,34 | 1.      | 7.          |
| Fernando Climent Luis Lasúrtegui                                                  | Kormányos nélküli kettes | 6:56,54  | 4.       | 7:09,10  | 4.       | kiesett  | kiesett  | kiesett | kiesett | kiesett | helyezetlen |
| José Luis Aguirre Bartolomé Alarcón Enrique Briones José María Segurola           | Kormányos nélküli négyes | 6:28,34  | 5.       | 6:18,25  | 4.       | kiesett  | kiesett  | kiesett | kiesett | kiesett | helyezetlen |
| Agustín Alarcón Baltasar Márquez José Ramón Oyarzábal Ibon Urbieta Javier Viñolas | Kormányos négyes         | 6:14,69  | 4.       | 6:34,36  | 4.       |          |          | kiesett | kiesett | kiesett | helyezetlen |

## Gyeplabda

### Férfi
| Spanyol férfi gyeplabdacsapat-játékoskeret                                                                                                 | Spanyol férfi gyeplabdacsapat-játékoskeret                                                                                              |
| --- | --- |
| - Miguel Rovira - Ignacio Escudé - Kim Malgosa - Andrés Gómez - Juantxo García-Mauriño - Jaime Armengold - Juan Carlos Peón - Juan Malgosa | - Jaime Escudé - Xavier Escudé - Jordi Oliva - Miguel Ortego - Miguel de Paz - Eduardo Fábregas - José Antonio Iglesias - Santiago Grau |

#### Eredmények
Csoportkör
A csoport
| Csapat              | M | Gy | D | V | G+ | G– | Gk  | P  |
| ------------------- | - | -- | - | - | -- | -- | --- | -- |
| Ausztrália (AUS)    | 5 | 5  | 0 | 0 | 19 | 3  | +16 | 10 |
| Hollandia (NED)     | 5 | 3  | 1 | 1 | 12 | 6  | +6  | 7  |
| Pakisztán (PAK)     | 5 | 3  | 0 | 2 | 15 | 8  | +7  | 6  |
| Argentína (ARG)     | 5 | 2  | 0 | 3 | 8  | 12 | –4  | 4  |
| Spanyolország (ESP) | 5 | 1  | 1 | 3 | 6  | 10 | –4  | 3  |
| Kenya (KEN)         | 5 | 0  | 0 | 5 | 5  | 26 | –21 | 0  |

| 1988. szeptember 18. | Pakisztán (PAK) | 5–1 | Spanyolország (ESP) |  |
| 1988. szeptember 18. | (0–1)           |     |                     |  |

| 1988. szeptember 20. | Hollandia (NED) | 1–1 | Spanyolország (ESP) |  |
| 1988. szeptember 20. | (1–1)           |     |                     |  |

| 1988. szeptember 22. | Kenya (KEN) | 2–4 | Spanyolország (ESP) |  |
| 1988. szeptember 22. | (1–3)       |     |                     |  |

| 1988. szeptember 24. | Argentína (ARG) | 1–0 | Spanyolország (ESP) |  |
| 1988. szeptember 24. | (0–0)           |     |                     |  |

| 1988. szeptember 26. | Ausztrália (AUS) | 1–0 | Spanyolország (ESP) |  |
| 1988. szeptember 26. | (0–0)            |     |                     |  |

A 9–12. helyért
| 1988. szeptember 28. | Spanyolország (ESP) | 2–0 | Kanada (CAN) |  |
| 1988. szeptember 28. | (1–0)               |     |              |  |

A 9. helyért
| 1988. szeptember 29. | Spanyolország (ESP) | 2–0 | Dél-Korea (KOR) |  |
| 1988. szeptember 29. | (1–0)               |     |                 |  |

| Csapat              | Helyezés |
| ------------------- | -------- |
| Spanyolország (ESP) | 9.       |

## Íjászat
Férfi
| Versenyző                                          | Versenyszám | Selejtező | Selejtező | Nyolcaddöntő | Nyolcaddöntő | Negyeddöntő | Negyeddöntő | Elődöntő | Elődöntő | Döntő   | Döntő    |
| Versenyző                                          | Versenyszám | Pont      | Hely.     | Pont         | Hely.        | Pont        | Hely.       | Pont     | Hely.    | Pont    | Helyezés |
| -------------------------------------------------- | ----------- | --------- | --------- | ------------ | ------------ | ----------- | ----------- | -------- | -------- | ------- | -------- |
| Antonio Vázquez                                    | Egyéni      | 1239      | 32.       | kiesett      | kiesett      | kiesett     | kiesett     | kiesett  | kiesett  | kiesett | kiesett  |
| Manuel Jiménez                                     | Egyéni      | 1215      | 50.       | kiesett      | kiesett      | kiesett     | kiesett     | kiesett  | kiesett  | kiesett | kiesett  |
| Juan Carlos Holgado                                | Egyéni      | 1210      | 52.       | kiesett      | kiesett      | kiesett     | kiesett     | kiesett  | kiesett  | kiesett | kiesett  |
| Juan Carlos Holgado Manuel Jiménez Antonio Vázquez | Csapat      | 3664      | 17.       |              |              |             |             | kiesett  | kiesett  | kiesett | kiesett  |

Női
| Versenyző           | Versenyszám | Selejtező | Selejtező | Nyolcaddöntő | Nyolcaddöntő | Negyeddöntő | Negyeddöntő | Elődöntő | Elődöntő | Döntő   | Döntő    |
| Versenyző           | Versenyszám | Pont      | Hely.     | Pont         | Hely.        | Pont        | Hely.       | Pont     | Hely.    | Pont    | Helyezés |
| ------------------- | ----------- | --------- | --------- | ------------ | ------------ | ----------- | ----------- | -------- | -------- | ------- | -------- |
| María Teresa Valdés | Egyéni      | 1125      | 57.       | kiesett      | kiesett      | kiesett     | kiesett     | kiesett  | kiesett  | kiesett | kiesett  |

## Kajak-kenu
Férfi
| Versenyző                                                    | Versenyszám         | Előfutam       | Előfutam       | Előfutam       | Vigaszág | Vigaszág | Vigaszág | Elődöntő | Elődöntő | Elődöntő | Döntő   | Döntő    |
| Versenyző                                                    | Versenyszám         | Idő            | Hely.          | Össz.          | Idő      | Hely.    | Össz.    | Idő      | Hely.    | Össz.    | Idő     | Helyezés |
| ------------------------------------------------------------ | ------------------- | -------------- | -------------- | -------------- | -------- | -------- | -------- | -------- | -------- | -------- | ------- | -------- |
| Francisco Leal                                               | Kajak egyes 500 m   | 1:47,71        | 3.             | 13.            | erőnyerő | erőnyerő | erőnyerő | 1:46,93  | 4.       | 13.      | kiesett | kiesett  |
| José Reyes                                                   | Kajak egyes 1000 m  | 3:57,92        | 6.             | 15.            | 3:53,39  | 2.       | 5.       | 3:48,35  | 5.       | 13.      | kiesett | kiesett  |
| Juan Sánchez Fernando Fuentes                                | Kajak kettes 500 m  | 1:36,17        | 4.             | 12.            | 1:40,09  | 1.       | 4.       | 1:36,22  | 5.       | 11.      | kiesett | kiesett  |
| Alberto Sánchez Gregorio Vicente                             | Kajak kettes 1000 m | 3:32,97        | 5.             | 14.            | 3:32,92  | 5.       | 6.       | kiesett  | kiesett  | kiesett  | kiesett | kiesett  |
| Juan Sánchez Fernando Fuentes Javier Álvarez Juan José Román | Kajak négyes 1000 m | 3:06,96        | 4.             | 9.             | 3:16,79  | 2.       | 5.       | 3:13,88  | 5.       | 11.      | kiesett | kiesett  |
| Narciso Suárez                                               | Kenu egyes 500 m    | verseny nélkül | verseny nélkül | verseny nélkül | erőnyerő | erőnyerő | erőnyerő | 1:55,98  | 3.       | 7.       | 2:01,33 | 7.       |
| Francisco López                                              | Kenu egyes 1000 m   | 4:16,02        | 6.             | 11.            | 4:22,34  | 2.       | 4.       | 4:16,90  | 4.       | 11.      | kiesett | kiesett  |
| Narciso Suárez Enrique Míguez                                | Kenu kettes 500 m   | 1:48,75        | 3.             | 14.            | erőnyerő | erőnyerő | erőnyerő | 1:50,63  | 4.       | 13.      | kiesett | kiesett  |

## Kerékpározás

### Országúti kerékpározás
Férfi
| Versenyző                                                     | Versenyszám     | Idő                  | Helyezés |
| ------------------------------------------------------------- | --------------- | -------------------- | -------- |
| Eduardo Manrique                                              | Mezőnyverseny   | 4:32:56 (+0:34)      | 52.      |
| Gonzalo Aguiar                                                | Mezőnyverseny   | 4:32:56 (+0:34)      | 80.      |
| Iván Alemany                                                  | Mezőnyverseny   | 4:32:56 (+0:34)      | 89.      |
| Javier Aldanondo Javier Carbayeda Arturo Gériz José Rodríguez | Csapat időfutam | 2:05:11,4 (+07:23,7) | 14.      |

### Pálya-kerékpározás
Sprintversenyek
| Versenyző   | Versenyszám  | Selejtező | Selejtező | 1. forduló                                           | 1. forduló | Vigaszág                                                                                   | Vigaszág | 2. forduló             | 2. forduló | Vigaszág             | Vigaszág | Negyeddöntő          | 5–8. helyért           | 5–8. helyért | Elődöntő             | Döntő                | Helyezés |
| Versenyző   | Versenyszám  | Idő       | Hely.     | Ellenfelek Győztes idő                               | Hely.      | Ellenfelek Győztes idő                                                                     | Hely.    | Ellenfelek Győztes idő | Hely.      | Ellenfél Győztes idő | Hely.    | Ellenfél Győztes idő | Ellenfelek Győztes idő | Hely.        | Ellenfél Győztes idő | Ellenfél Győztes idő | Helyezés |
| ----------- | ------------ | --------- | --------- | ---------------------------------------------------- | ---------- | ------------------------------------------------------------------------------------------ | -------- | ---------------------- | ---------- | -------------------- | -------- | -------------------- | ---------------------- | ------------ | -------------------- | -------------------- | -------- |
| José Moreno | Férfi egyéni | 10,931    | 9.        | Eddie Alexander (GBR) · Bailón Becerra (BOL) · 11,40 | 2.         | Maxwell Cheeseman (TRI) · Gustavo Faris (ARG) · Om Jongszop (Eom Yeong-Seop) (KOR) · 12,11 | 4.       | kiesett                | kiesett    | kiesett              | kiesett  | kiesett              | kiesett                | kiesett      | kiesett              | kiesett              | kiesett  |

Időfutam
| Név               | Versenyszám  | Idő      | Helyezés |
| ----------------- | ------------ | -------- | -------- |
| Bernardo González | Férfi egyéni | 1:05,281 | 5.       |

Üldözőversenyek
| Versenyző                                                               | Versenyszám  | Selejtező | Selejtező | Nyolcaddöntő | Nyolcaddöntő | Negyeddöntő  | Negyeddöntő | Elődöntő     | Elődöntő  | Döntő        | Döntő     | Helyezés |
| Versenyző                                                               | Versenyszám  | Idő       | Hely.     | Ellenfél Idő | Saját idő    | Ellenfél Idő | Saját idő   | Ellenfél Idő | Saját idő | Ellenfél Idő | Saját idő | Helyezés |
| ----------------------------------------------------------------------- | ------------ | --------- | --------- | ------------ | ------------ | ------------ | ----------- | ------------ | --------- | ------------ | --------- | -------- |
| José Antonio Martiarena                                                 | Férfi egyéni | 4:54,39   | 17.       | kiesett      | kiesett      | kiesett      | kiesett     | kiesett      | kiesett   | kiesett      | kiesett   | kiesett  |
| Bernardo González Xavier Isasa José Antonio Martiarena Agustín Sebastiá | Férfi csapat | 4:24,90   | 11.       |              |              | kiesett      | kiesett     | kiesett      | kiesett   | kiesett      | kiesett   | kiesett  |

Pontverseny
| Név              | Versenyszám | Selejtező | Selejtező  | Selejtező | Döntő | Döntő      | Döntő    |
| Név              | Versenyszám | Pont      | Körhátrány | Hely.     | Pont  | Körhátrány | Helyezés |
| ---------------- | ----------- | --------- | ---------- | --------- | ----- | ---------- | -------- |
| Antonio Salvador | Férfi       | 15        | -1         | 9.        | 5     | -3         | 18.      |

## Kézilabda

### Férfi
| Spanyol férfi kézilabdacsapat-játékoskeret                                                                                           | Spanyol férfi kézilabdacsapat-játékoskeret                                                                          |
| --- | --- |
| - Eugenio Serrano - Jaume Fort - Jaime Puig - Javier Reino - Jesús Fernández - Jesús Gómez - Juan Javier Cabanas - Juan de la Puente | - Juan Francisco Muñoz - Joan Sagalés - Juan José Uria - Julián Ruiz - Lorenzo Rico - Miguel Zúñiga - Ricardo Marín |

#### Eredmények
Csoportkör
B csoport
| Csapat              | M | Gy | D | V | G+  | G–  | Gk  | P |
| ------------------- | - | -- | - | - | --- | --- | --- | - |
| Dél-Korea (KOR)     | 5 | 4  | 0 | 1 | 127 | 117 | +10 | 8 |
| Magyarország (HUN)  | 5 | 3  | 0 | 2 | 102 | 93  | +9  | 6 |
| Csehszlovákia (TCH) | 5 | 3  | 0 | 2 | 109 | 103 | +6  | 6 |
| NDK (GDR)           | 5 | 3  | 0 | 2 | 109 | 100 | +9  | 6 |
| Spanyolország (ESP) | 5 | 2  | 0 | 3 | 101 | 106 | –5  | 4 |
| Japán (JPN)         | 5 | 0  | 0 | 5 | 97  | 126 | –29 | 0 |

- Magyarország, Csehszlovákia és az NDK azonos pontszámmal végzett, a sorrend meghatározásakor a Japán elleni eredményeket nem vették figyelembe.

| 1988. szeptember 20. 19:30 | Spanyolország (ESP) | 17–20 | Csehszlovákia (TCH) |  |
| 1988. szeptember 20. 19:30 | (5–10)              |       |                     |  |
| 1988. szeptember 20. 19:30 |                     |       |                     |  |

| 1988. szeptember 22. 19:30 | Spanyolország (ESP) | 25–19 | Japán (JPN) |  |
| 1988. szeptember 22. 19:30 | (13–5)              |       |             |  |
| 1988. szeptember 22. 19:30 |                     |       |             |  |

| 1988. szeptember 24. 15:30 | NDK (GDR) | 21–20 | Spanyolország (ESP) |  |
| 1988. szeptember 24. 15:30 | (11–8)    |       |                     |  |
| 1988. szeptember 24. 15:30 |           |       |                     |  |

| 1988. szeptember 26. 11:30 | Magyarország (HUN) | 26–16 | Spanyolország (ESP) |  |
| 1988. szeptember 26. 11:30 | (14–8)             |       |                     |  |
| 1988. szeptember 26. 11:30 |                    |       |                     |  |

| 1988. szeptember 28. 15:30 | Spanyolország (ESP) | 23–20 | Dél-Korea (KOR) |  |
| 1988. szeptember 28. 15:30 | (10–9)              |       |                 |  |
| 1988. szeptember 28. 15:30 |                     |       |                 |  |

A 9. helyért
| 1988. szeptember 30. 11:30 | Algéria (ALG) | 15–21 | Spanyolország (ESP) |  |
| 1988. szeptember 30. 11:30 | (6–11)        |       |                     |  |
| 1988. szeptember 30. 11:30 |               |       |                     |  |

| Csapat              | Helyezés |
| ------------------- | -------- |
| Spanyolország (ESP) | 9.       |

## Kosárlabda

### Férfi
| Spanyol férfi kosárlabdacsapat-játékoskeret                                                                | Spanyol férfi kosárlabdacsapat-játékoskeret                                                                                     |
| --- | --- |
| - Andrés Jiménez - Antonio Martín - Enrique Andreu - Fernando Arcega - Ferrán Martínez - Ignacio Solozábal | - Jordi Villacampa - José Biriukov - José Luis Llorente - José María Margall - José Antonio Montero - Juan Antonio San Epifanio |

#### Eredmények
Csoportkör
B csoport
| Csapat                 | M | Gy | V | P+  | P–  | Pk   |
| ---------------------- | - | -- | - | --- | --- | ---- |
| Egyesült Államok (USA) | 5 | 5  | 0 | 485 | 302 | +183 |
| Spanyolország (ESP)    | 5 | 4  | 1 | 484 | 435 | +49  |
| Brazília (BRA)         | 5 | 3  | 2 | 590 | 522 | +68  |
| Kanada (CAN)           | 5 | 2  | 3 | 479 | 455 | +24  |
| Kína (CHN)             | 5 | 1  | 4 | 431 | 527 | –96  |
| Egyiptom (EGY)         | 5 | 0  | 5 | 338 | 566 | –228 |

| 1988. szeptember 18. | Spanyolország (ESP) | 53–97 | Egyesült Államok (USA) |  |
| 1988. szeptember 18. | (32–48)             |       |                        |  |

| 1988. szeptember 20. | Egyiptom (EGY) | 70–113 | Spanyolország (ESP) |  |
| 1988. szeptember 20. | (44–57)        |        |                     |  |

| 1988. szeptember 21. | Kína (CHN) | 74–106 | Spanyolország (ESP) |  |
| 1988. szeptember 21. | (43–59)    |        |                     |  |

| 1988. szeptember 23. | Kanada (CAN) | 84–94 | Spanyolország (ESP) |  |
| 1988. szeptember 23. | (51–45)      |       |                     |  |

| 1988. szeptember 24. | Brazília (BRA) | 110–118 | Spanyolország (ESP) |  |
| 1988. szeptember 24. | (57–61)        |         |                     |  |

Negyeddöntő
| 1988. szeptember 26. | Spanyolország (ESP) | 74–77 | Ausztrália (AUS) |  |
| 1988. szeptember 26. | (40–41)             |       |                  |  |

Az 5–8. helyért
| 1988. szeptember 28. | Kanada (CAN) | 96–91 | Spanyolország (ESP) |  |
| 1988. szeptember 28. | (41–42)      |       |                     |  |

A 7. helyért
| 1988. szeptember 29. | Spanyolország (ESP) | 92–93 | Puerto Rico (PUR) |  |
| 1988. szeptember 29. | (45–47)             |       |                   |  |

| Csapat              | Helyezés |
| ------------------- | -------- |
| Spanyolország (ESP) | 8.       |

## Lovaglás
Díjlovaglás
| Versenyző   | Ló             | Versenyszám | Selejtező | Selejtező | Döntő   | Döntő    |
| Versenyző   | Ló             | Versenyszám | Pont      | Hely.     | Pont    | Helyezés |
| ----------- | -------------- | ----------- | --------- | --------- | ------- | -------- |
| Juan Matute | Rex The Blacky | Egyéni      | 1205      | 44.       | kiesett | kiesett  |

Díjugratás
| Versenyző                                                | Ló                 | Versenyszám | Selejtező | Selejtező | Selejtező | Selejtező | Döntő   | Döntő   | Döntő   | Döntő   | Döntő    |
| Versenyző                                                | Ló                 | Versenyszám | 1. kör    | 2. kör    | Össz.     | Össz.     | 1. kör  | 1. kör  | 2. kör  | Össz.   | Össz.    |
| Versenyző                                                | Ló                 | Versenyszám | Pont      | Pont      | Pont      | Hely.     | Pont    | Hely.   | Pont    | Pont    | Helyezés |
| -------------------------------------------------------- | ------------------ | ----------- | --------- | --------- | --------- | --------- | ------- | ------- | ------- | ------- | -------- |
| Juan García                                              | Tirol              | Egyéni      | 61,50     | 29,00     | 90,50     | 27.       | 8,00    | 18.     | 8,25    | 16,25   | 18.      |
| Pedro Sánchez                                            | Nuit des Tourelles | Egyéni      | 59,50     | 29,00     | 88,50     | 29.       | 8,50    | 22.     | kiesett | kiesett | kiesett  |
| Luis Álvarez                                             | Mirage Mexicain    | Egyéni      | 40,00     | 33,00     | 73,00     | 37.       | 24,00   | 33.     | kiesett | kiesett | kiesett  |
| Luis Astolfi                                             | Coreven Steepers   | Egyéni      | 17,00     | 45,00     | 62,00     | 43.       | kiesett | kiesett | kiesett | kiesett | kiesett  |
| Alfredo Fernández Juan García Pedro Sánchez Luis Álvarez | lásd fentebb       | Csapat      |           |           |           |           | 29,50   | 8.      | 45,50   | 75,00   | 8.*      |

* - egy másik csapattal azonos eredményt ért el
Lovastusa
| Versenyző            | Ló               | Versenyszám | Díjlovaglás | Díjlovaglás | Tereplovaglás | Tereplovaglás | Díjugratás | Díjugratás | Végeredmény | Végeredmény |
| Versenyző            | Ló               | Versenyszám | Bünt.       | Hely.       | Bünt.         | Hely.         | Bünt.      | Hely.      | Bünt.       | Helyezés    |
| -------------------- | ---------------- | ----------- | ----------- | ----------- | ------------- | ------------- | ---------- | ---------- | ----------- | ----------- |
| Santiago de la Rocha | Kinvarra         | Egyéni      | 69,60       | 29.         | 44,40         | 14.           | 7,00       | 21.        | 121,00      | 15.         |
| Ramón Beca           | Count De Bolebec | Egyéni      | 85,60       | 44.         | 167,20        | 34.           | 20,00      | 33.        | 272,80      | 32.         |

## Műugrás
Férfi
| Versenyző       | Versenyszám        | Selejtező | Selejtező | Döntő   | Döntő    |
| Versenyző       | Versenyszám        | Pont      | Helyezés  | Pont    | Helyezés |
| --------------- | ------------------ | --------- | --------- | ------- | -------- |
| José Miguel Gil | Egyéni műugrás     | 483,12    | 25.       | kiesett | kiesett  |
| Emilio Ratia    | Egyéni toronyugrás | 425,73    | 25.       | kiesett | kiesett  |

## Ökölvívás
| Versenyző         | Versenyszám  | Selejtező                       | 32-es főtábla              | Nyolcaddöntő                 | Negyeddöntő       | Elődöntő          | Döntő             | Helyezés |
| Versenyző         | Versenyszám  | Ellenfél Eredmény               | Ellenfél Eredmény          | Ellenfél Eredmény            | Ellenfél Eredmény | Ellenfél Eredmény | Ellenfél Eredmény | Helyezés |
| ----------------- | ------------ | ------------------------------- | -------------------------- | ---------------------------- | ----------------- | ----------------- | ----------------- | -------- |
| Antonio Caballero | Papírsúly    | erőnyerő                        | Ðặng Hiếu Hiền (VIE) · RSC | kiesett                      | kiesett           | kiesett           | kiesett           | 17.      |
| Bonifacio García  | Légsúly      | Nokuthula Tshabangu (ZIM) · 1:4 | kiesett                    | kiesett                      | kiesett           | kiesett           | kiesett           | 33.      |
| Tomás Ruiz        | Kisváltósúly | Mark Elliott (GBR) · 0:5        | kiesett                    | kiesett                      | kiesett           | kiesett           | kiesett           | 33.      |
| Javier Martínez   | Váltósúly    | erőnyerő                        | Lucas Sinoia (MOZ) · 5:0   | Adewale Adegbusi (NGR) · 0:5 | kiesett           | kiesett           | kiesett           | 9.       |
| José Ortega       | Nehézsúly    |                                 | Alvics Gyula (HUN) · 0:5   | kiesett                      | kiesett           | kiesett           | kiesett           | 17.      |

RSC – a mérkőzésvezető megállította a mérkőzést

## Öttusa
| Versenyző                                      | Versenyszám | Lovaglás | Lovaglás | Lovaglás | Vívás    | Vívás    | Vívás    | Úszás    | Úszás    | Úszás    | Lövészet | Lövészet | Lövészet | Futás    | Futás    | Futás    | Összesen    | Összesen |
| Versenyző                                      | Versenyszám | Idő      | Pont     | Hely.    | Pontszám | Pont     | Hely.    | Idő      | Pont     | Hely.    | Eredmény | Pont     | Hely.    | Idő      | Pont     | Hely.    | Összes pont | Helyezés |
| ---------------------------------------------- | ----------- | -------- | -------- | -------- | -------- | -------- | -------- | -------- | -------- | -------- | -------- | -------- | -------- | -------- | -------- | -------- | ----------- | -------- |
| Eduardo Quesada                                | Egyéni      | 1:37,03  | 1010     | 17.      | 31–33    | 762      | 30.      | 3:22,06  | 1256     | 18.      | 177      | 626      | 62.      | 13:09,18 | 1198     | 10.      | 4852        | 32.      |
| Leopoldo Centeno                               | Egyéni      | 2:16,42  | 797      | 50.      | 24–40    | 643      | 55.      | 3:22,36  | 1256     | 19.      | 192      | 956      | 17.      | 13:21,88 | 1162     | 18.      | 4814        | 38.      |
| Jorge Quesada                                  | Egyéni      | kizárták | kizárták | kizárták | kizárták | kizárták | kizárták | kizárták | kizárták | kizárták | kizárták | kizárták | kizárták | kizárták | kizárták | kizárták | kizárták    | kizárták |
| Eduardo Quesada Leopoldo Centeno Jorge Quesada | Csapat      |          | kizárták | kizárták |          | kizárták | kizárták |          | kizárták | kizárták |          | kizárták | kizárták |          | kizárták | kizárták | kizárták    | kizárták |

## Sportlövészet
Férfi
| Versenyző      | Versenyszám           | Selejtező | Selejtező | Döntő   | Döntő    |
| Versenyző      | Versenyszám           | Pont      | Helyezés  | Pont    | Helyezés |
| -------------- | --------------------- | --------- | --------- | ------- | -------- |
| Juan Seguí     | Gyorstüzelő pisztoly  | 588       | 18.       | kiesett | kiesett  |
| Jorge González | Légpuska              | 579       | 40.       | kiesett | kiesett  |
| Jorge González | Sportpuska, fekvő     | 593       | 32.       | kiesett | kiesett  |
| Jorge González | Sportpuska, összetett | 1168      | 15.       | kiesett | kiesett  |

Női
| Versenyző  | Versenyszám   | Selejtező | Selejtező | Döntő   | Döntő    |
| Versenyző  | Versenyszám   | Pont      | Helyezés  | Pont    | Helyezés |
| ---------- | ------------- | --------- | --------- | ------- | -------- |
| Eva Suárez | Légpisztoly   | 379       | 10.       | kiesett | kiesett  |
| Eva Suárez | Sportpisztoly | 569       | 32.       | kiesett | kiesett  |

Nyílt
| Versenyző       | Versenyszám | Selejtező | Selejtező | Döntő   | Döntő    |
| Versenyző       | Versenyszám | Pont      | Helyezés  | Pont    | Helyezés |
| --------------- | ----------- | --------- | --------- | ------- | -------- |
| Rafael Axpe     | Trap        | 193       | 11.       | kiesett | kiesett  |
| Eladio Vallduvi | Trap        | 192       | 12.       | kiesett | kiesett  |
| José Bladas     | Trap        | 190       | 18.       | kiesett | kiesett  |
| Gemma Usieto    | Trap        | 140       | 33.       | kiesett | kiesett  |
| Jorge Guardiola | Skeet       | 196       | 4.        | 220     |          |

## Súlyemelés
| Versenyző          | Versenyszám | Szakítás                 | Szakítás                 | Lökés    | Lökés    | Összesen | Helyezés |
| Versenyző          | Versenyszám | Eredmény                 | Helyezés                 | Eredmény | Helyezés | Összesen | Helyezés |
| ------------------ | ----------- | ------------------------ | ------------------------ | -------- | -------- | -------- | -------- |
| José Luis Martínez | 52 kg       | 100,0                    | 10.                      | 125,0    | 12.      | 225,0    | 12.      |
| José Andrés Ibáñez | 52 kg       | 95,0                     | 16.                      | 127,5    | 10.      | 222,5    | 13.      |
| Joaquín Valle      | 56 kg       | 112,5                    | 4.                       | 135,0    | 11.      | 247,5    | 7.       |
| José Zurera        | 56 kg       | 110,0                    | 6.                       | 132,5    | 16.      | 242,5    | 11.      |
| Dionisio Muñoz     | 60 kg       | érvényes kísérlet nélkül | érvényes kísérlet nélkül | kiesett  | kiesett  | kiesett  | kiesett  |
| Fernando Mariaca   | 67,5 kg     | kizárták                 | kizárták                 | kizárták | kizárták | kizárták | kizárták |

## Szinkronúszás
| Versenyző             | Versenyszám | Selejtező           | Selejtező           | Selejtező       | Selejtező  | Selejtező  | Döntő           | Döntő      | Döntő      |
| Versenyző             | Versenyszám | Technikai gyakorlat | Technikai gyakorlat | Zenés gyakorlat | Összesítés | Összesítés | Zenés gyakorlat | Összesítés | Összesítés |
| Versenyző             | Versenyszám | Pont                | Hely.               | Pont            | Pont       | Hely.      | Pont            | Pont       | Helyezés   |
| --------------------- | ----------- | ------------------- | ------------------- | --------------- | ---------- | ---------- | --------------- | ---------- | ---------- |
| Eva López             | Egyéni      | 78,983              | 39.                 | 88,40           | 167,383    | 14.        | kiesett         | kiesett    | kiesett    |
| Marta Amorós          | Egyéni      | 74,100              | 44.                 | kiesett         | kiesett    | kiesett    | kiesett         | kiesett    | kiesett    |
| Nuria Ayala           | Egyéni      | 75,967              | 42.                 | kiesett         | kiesett    | kiesett    | kiesett         | kiesett    | kiesett    |
| Eva López Nuria Ayala | Páros       | 77,475              | 14.                 | 86,20           | 163,675    | 14.        | kiesett         | kiesett    | kiesett    |

## Tenisz
Férfi
| Versenyző                           | Versenyszám | 64-es főtábla                         | 32-es főtábla                                                            | Nyolcaddöntő                                                   | Negyeddöntő                                                                 | Elődöntő                                                              | Döntő                                                                                | Helyezés |
| Versenyző                           | Versenyszám | Ellenfél Eredmény                     | Ellenfél Eredmény                                                        | Ellenfél Eredmény                                              | Ellenfél Eredmény                                                           | Ellenfél Eredmény                                                     | Ellenfél Eredmény                                                                    | Helyezés |
| ----------------------------------- | ----------- | ------------------------------------- | ------------------------------------------------------------------------ | -------------------------------------------------------------- | --------------------------------------------------------------------------- | --------------------------------------------------------------------- | ------------------------------------------------------------------------------------ | -------- |
| Javier Sánchez Vicario              | Egyes       | Sadiq Abdullahi (NGR) · 6–2, 7–5, 6–3 | Grant Connell (CAN) · 6–4, 6–4, 6–2                                      | Paolo Canè (ITA) · 6–7, 6–4, 1–6, 2–6                          | kiesett                                                                     | kiesett                                                               | kiesett                                                                              | 9.       |
| Sergio Casal                        | Egyes       | Mark Gurr (ZIM) · 6–2, 6–3, 6–1       | Leonardo Lavalle (MEX) · 6–3, 6–4, 7–6                                   | Michiel Schapers (NED) · 4–6, 6–4, 6–2, 3–6, 4–6               | kiesett                                                                     | kiesett                                                               | kiesett                                                                              | 9.       |
| Emilio Sánchez Vicario              | Egyes       | Macuoka Súzó (JPN) · 6–3, 6–4, 6–3    | Paolo Canè (ITA) · 5–7, 3–6, 7–6, 4–6                                    | kiesett                                                        | kiesett                                                                     | kiesett                                                               | kiesett                                                                              | 17.      |
| Emilio Sánchez Vicario Sergio Casal | Páros       |                                       | Szovjetunió (URS) · Alekszandr Volkov · Andrey Olkhovsky · 7–5, 6–1, 6–2 | Ausztria (AUT) · Horst Skoff · Alex Antonitsch · 6–4, 6–2, 6–1 | Jugoszlávia (YUG) · Slobodan Živojinović · Goran Ivanišević · 6–1, 7–6, 6–3 | Svédország (SWE) · Stefan Edberg · Anders Järryd · 6–4, 1–6, 6–3, 6–2 | Egyesült Államok (USA) · Andre Agassi · MaliVai Washington · 3–6, 4–6, 7–6, 7–6, 7–9 |          |

Női
| Versenyző               | Versenyszám | 64-es főtábla                  | 32-es főtábla     | Nyolcaddöntő      | Negyeddöntő       | Elődöntő          | Döntő             | Helyezés |
| Versenyző               | Versenyszám | Ellenfél Eredmény              | Ellenfél Eredmény | Ellenfél Eredmény | Ellenfél Eredmény | Ellenfél Eredmény | Ellenfél Eredmény | Helyezés |
| ----------------------- | ----------- | ------------------------------ | ----------------- | ----------------- | ----------------- | ----------------- | ----------------- | -------- |
| Arantxa Sánchez Vicario | Egyes       | Sabrina Goleš (YUG) · 4–6, 2–6 | kiesett           | kiesett           | kiesett           | kiesett           | kiesett           | 33.      |

## Torna
Férfi
| Versenyző          | Versenyszám      | Selejtező | Selejtező | Döntő    | Döntő    |
| Versenyző          | Versenyszám      | Pontszám  | Helyezés  | Pontszám | Helyezés |
| ------------------ | ---------------- | --------- | --------- | -------- | -------- |
| Alfonso Rodríguez  | Talaj            | 19,35     | 42.       | kiesett  | kiesett  |
| Alfonso Rodríguez  | Ugrás            | 19,40     | 22.       | kiesett  | kiesett  |
| Alfonso Rodríguez  | Korlát           | 19,35     | 44.       | kiesett  | kiesett  |
| Alfonso Rodríguez  | Nyújtó           | 19,30     | 35.       | kiesett  | kiesett  |
| Alfonso Rodríguez  | Gyűrű            | 19,45     | 29.       | kiesett  | kiesett  |
| Alfonso Rodríguez  | Lólengés         | 18,60     | 75.       | kiesett  | kiesett  |
| Alfonso Rodríguez  | Egyéni összetett | 115,45    | 42.       | 116,425  | 27.      |
| Miguel Ángel Rubio | Talaj            | 18,65     | 81.       | kiesett  | kiesett  |
| Miguel Ángel Rubio | Ugrás            | 18,75     | 79.       | kiesett  | kiesett  |
| Miguel Ángel Rubio | Korlát           | 19,15     | 67.       | kiesett  | kiesett  |
| Miguel Ángel Rubio | Nyújtó           | 18,60     | 78.       | kiesett  | kiesett  |
| Miguel Ángel Rubio | Gyűrű            | 19,25     | 48.       | kiesett  | kiesett  |
| Miguel Ángel Rubio | Lólengés         | 18,45     | 81.       | kiesett  | kiesett  |
| Miguel Ángel Rubio | Egyéni összetett | 112,85    | 77.       | kiesett  | kiesett  |
| Álvaro Montesinos  | Talaj            | 19,10     | 61.       | kiesett  | kiesett  |
| Álvaro Montesinos  | Ugrás            | 19,10     | 50.       | kiesett  | kiesett  |
| Álvaro Montesinos  | Korlát           | 18,70     | 82.       | kiesett  | kiesett  |
| Álvaro Montesinos  | Nyújtó           | 18,65     | 75.       | kiesett  | kiesett  |
| Álvaro Montesinos  | Gyűrű            | 18,85     | 71.       | kiesett  | kiesett  |
| Álvaro Montesinos  | Lólengés         | 18,25     | 83.       | kiesett  | kiesett  |
| Álvaro Montesinos  | Egyéni összetett | 112,65    | 78.       | kiesett  | kiesett  |

Női
| Versenyző                                                                       | Versenyszám      | Selejtező | Selejtező | Döntő    | Döntő    |
| Versenyző                                                                       | Versenyszám      | Pontszám  | Helyezés  | Pontszám | Helyezés |
| ------------------------------------------------------------------------------- | ---------------- | --------- | --------- | -------- | -------- |
| Eva Rueda                                                                       | Talaj            | 19,525    | 24.       | kiesett  | kiesett  |
| Eva Rueda                                                                       | Ugrás            | 19,475    | 26.       | kiesett  | kiesett  |
| Eva Rueda                                                                       | Felemás korlát   | 19,475    | 28.       | kiesett  | kiesett  |
| Eva Rueda                                                                       | Gerenda          | 19,000    | 54.       | kiesett  | kiesett  |
| Eva Rueda                                                                       | Egyéni összetett | 77,475    | 28.       | 77,687   | 18.      |
| Laura Muñoz                                                                     | Talaj            | 19,625    | 17.       | kiesett  | kiesett  |
| Laura Muñoz                                                                     | Ugrás            | 19,300    | 41.       | kiesett  | kiesett  |
| Laura Muñoz                                                                     | Felemás korlát   | 19,525    | 24.       | kiesett  | kiesett  |
| Laura Muñoz                                                                     | Gerenda          | 19,200    | 34.       | kiesett  | kiesett  |
| Laura Muñoz                                                                     | Egyéni összetett | 77,650    | 23.       | 77,400   | 23.*     |
| Manuela Hervás                                                                  | Talaj            | 19,000    | 61.       | kiesett  | kiesett  |
| Manuela Hervás                                                                  | Ugrás            | 18,900    | 71.       | kiesett  | kiesett  |
| Manuela Hervás                                                                  | Felemás korlát   | 19,325    | 44.       | kiesett  | kiesett  |
| Manuela Hervás                                                                  | Gerenda          | 18,825    | 64.       | kiesett  | kiesett  |
| Manuela Hervás                                                                  | Egyéni összetett | 76,050    | 61.       | kiesett  | kiesett  |
| Lidia Castillejo                                                                | Talaj            | 18,625    | 80.       | kiesett  | kiesett  |
| Lidia Castillejo                                                                | Ugrás            | 19,075    | 55.       | kiesett  | kiesett  |
| Lidia Castillejo                                                                | Felemás korlát   | 19,350    | 41.       | kiesett  | kiesett  |
| Lidia Castillejo                                                                | Gerenda          | 18,875    | 60.       | kiesett  | kiesett  |
| Lidia Castillejo                                                                | Egyéni összetett | 75,925    | 64.       | kiesett  | kiesett  |
| Nuria García                                                                    | Talaj            | 19,175    | 50.       | kiesett  | kiesett  |
| Nuria García                                                                    | Ugrás            | 18,975    | 67.       | kiesett  | kiesett  |
| Nuria García                                                                    | Felemás korlát   | 19,350    | 41.       | kiesett  | kiesett  |
| Nuria García                                                                    | Gerenda          | 18,350    | 80.       | kiesett  | kiesett  |
| Nuria García                                                                    | Egyéni összetett | 75,850    | 68.       | kiesett  | kiesett  |
| Nuria Belchi                                                                    | Talaj            | 18,875    | 70.       | kiesett  | kiesett  |
| Nuria Belchi                                                                    | Ugrás            | 19,100    | 51.       | kiesett  | kiesett  |
| Nuria Belchi                                                                    | Felemás korlát   | 19,075    | 62.       | kiesett  | kiesett  |
| Nuria Belchi                                                                    | Gerenda          | 18,600    | 76.       | kiesett  | kiesett  |
| Nuria Belchi                                                                    | Egyéni összetett | 75,650    | 70.       | kiesett  | kiesett  |
| Laura Muñoz Eva Rueda Manuela Hervás Lidia Castillejo Nuria García Nuria Belchi | Csapat összetett |           |           | 383,975  | 9.       |

* - egy másik versenyzővel azonos eredményt ért el

### Ritmikus gimnasztika
| Versenyző           | Versenyszám | Selejtező | Selejtező | Döntő  | Döntő    |
| Versenyző           | Versenyszám | Pont      | Hely.     | Pont   | Helyezés |
| ------------------- | ----------- | --------- | --------- | ------ | -------- |
| María Isabel Lloret | Egyéni      | 39,00     | 6.        | 58,900 | 5.       |
| María Martín        | Egyéni      | 38,55     | 16.       | 57,475 | 20.      |

## Úszás
Férfi
| Versenyző           | Versenyszám    | Előfutam | Előfutam | Előfutam | Döntő   | Döntő   | Döntő   | Helyezés |
| Versenyző           | Versenyszám    | Idő      | Hely.    | Össz.    | Típus   | Idő     | Hely.   | Helyezés |
| ------------------- | -------------- | -------- | -------- | -------- | ------- | ------- | ------- | -------- |
| Daniel Serra        | 200 m gyors    | 1:53,05  | 3.*      | 28.*     | kiesett | kiesett | kiesett | kiesett  |
| Daniel Serra        | 400 m gyors    | 3:57,46  | 3.       | 22.      | kiesett | kiesett | kiesett | kiesett  |
| Martín López-Zubero | 100 m hát      | 58,06    | 3.       | 23.      | kiesett | kiesett | kiesett | kiesett  |
| Martín López-Zubero | 200 m hát      | 2:03,33  | 3.       | 11.      | B       | 2:03,70 | 3.      | 11.      |
| Martín López-Zubero | 400 m vegyes   | 4:35,68  | 6.       | 27.      | kiesett | kiesett | kiesett | kiesett  |
| Joaquín Fernández   | 100 m mell     | 1:05,19  | 3.       | 32.      | kiesett | kiesett | kiesett | kiesett  |
| Joaquín Fernández   | 200 m mell     | 2:20,34  | 8.       | 24.      | kiesett | kiesett | kiesett | kiesett  |
| Sergio López        | 100 m mell     | 1:06,08  | 6.       | 43.      | kiesett | kiesett | kiesett | kiesett  |
| Sergio López        | 200 m mell     | 2:17,06  | 3.       | 6.       | A       | 2:15,21 | 3.      |          |
| Sergio López        | 200 m vegyes   | 2:13,48  | 7.       | 36.      | kiesett | kiesett | kiesett | kiesett  |
| José Luis Ballester | 200 m vegyes   | 2:10,52  | 7.*      | 31.*     | kiesett | kiesett | kiesett | kiesett  |
| José Luis Ballester | 100 m pillangó | 55,27    | 5.       | 18.      | kiesett | kiesett | kiesett | kiesett  |
| José Luis Ballester | 200 m pillangó | 2:03,32  | 7.       | 24.      | kiesett | kiesett | kiesett | kiesett  |

Női
| Versenyző             | Versenyszám    | Előfutam | Előfutam | Előfutam | Döntő   | Döntő   | Döntő   | Helyezés |
| Versenyző             | Versenyszám    | Idő      | Hely.    | Össz.    | Típus   | Idő     | Hely.   | Helyezés |
| --------------------- | -------------- | -------- | -------- | -------- | ------- | ------- | ------- | -------- |
| Silvia Parera         | 200 m mell     | 2:35,57  | 2.       | 18.      | kiesett | kiesett | kiesett | kiesett  |
| Silvia Parera         | 200 m vegyes   | 2:22,20  | 6.       | 21.      | kiesett | kiesett | kiesett | kiesett  |
| María Luisa Fernández | 100 m pillangó | 1:02,47  | 1.       | 17.      | kiesett | kiesett | kiesett | kiesett  |

* - egy másik versenyzővel azonos eredményt ért el

## Vitorlázás
Férfi
| Versenyző                       | Versenyszám    | Futam | Futam | Futam  | Futam   | Futam  | Futam | Futam | Pontszám | Helyezés |
| Versenyző                       | Versenyszám    | 1     | 2     | 3      | 4       | 5      | 6     | 7     | Pontszám | Helyezés |
| ------------------------------- | -------------- | ----- | ----- | ------ | ------- | ------ | ----- | ----- | -------- | -------- |
| Carlos Iniesta                  | Divízió II     | 10,0  | 27,0  | (33,0) | 0,0     | 3,0    | 30,0  | 11,7  | 81,7     | 8.       |
| José Luis Doreste               | Finn dingi     | 13,0  | 5,7   | 0,0    | (40,0*) | 5,7    | 8,0   | 5,7   | 38,1     |          |
| Fernando Léon Francisco Sánchez | 470-es osztály | 8,0   | 17,0  | 8,0    | 8,0     | (36,0) | 0,0   | 14,0  | 55,0     | 4.       |

* - kizárták
Női
| Versenyző                        | Versenyszám    | Futam | Futam | Futam | Futam | Futam | Futam  | Futam | Pontszám | Helyezés |
| Versenyző                        | Versenyszám    | 1     | 2     | 3     | 4     | 5     | 6      | 7     | Pontszám | Helyezés |
| -------------------------------- | -------------- | ----- | ----- | ----- | ----- | ----- | ------ | ----- | -------- | -------- |
| Adelina González Patricia Guerra | 470-es osztály | 17,0  | 22,0  | 19,0  | 13,0  | 17,0  | (23,0) | 8,0   | 96,0     | 10.      |

Nyílt
| Versenyző                                                           | Versenyszám     | Futam | Futam | Futam  | Futam | Futam  | Futam  | Futam  | Pontszám | Helyezés |
| Versenyző                                                           | Versenyszám     | 1     | 2     | 3      | 4     | 5      | 6      | 7      | Pontszám | Helyezés |
| ------------------------------------------------------------------- | --------------- | ----- | ----- | ------ | ----- | ------ | ------ | ------ | -------- | -------- |
| José Pérez Juan Costas                                              | Csillaghajó     | 17,0  | 18,0  | (28,0) | 20,0  | 25,0   | 15,0   | 28,0   | 123,0    | 17.      |
| Luis Doreste Miguel Noguer                                          | Repülő hollandi | 17,0  | 22,0  | 19,0   | 13,0  | 17,0   | (23,0) | 8,0    | 96,0     | 13.      |
| Cristina de Borbón Francisco García Luis López                      | Tornádó         | 25,0  | 26,0  | 25,0   | 24,0  | (30,0) | 24,0   | 30,0   | 154,0    | 20.      |
| Antonio Gorostegui José Manuel Valades Jaime Monjo Domingo Manrique | Soling          | 22,0  | 22,0  | 24,0   | 18,0  | 19,0   | 23,0   | (27,0) | 128,0    | 17.      |

## Vívás
Férfi
| Versenyző                                                                      | Versenyszám       | Selejtező | Selejtező | Selejtező | Selejtező | Selejtező | Selejtező | Főtábla                  | Főtábla           | Főtábla           | Vigaszág                  | Vigaszág          | Vigaszág          | Vigaszág          | Negyeddöntő       | Elődöntő          | Döntő             | Helyezés |
| Versenyző                                                                      | Versenyszám       | 1. kör | 1. kör    | 2. kör | 2. kör    | 3. kör | 3. kör    | 1. kör                   | 2. kör            | 3. kör            | 1. kör                    | 2. kör            | 3. kör            | 4. kör            | Negyeddöntő       | Elődöntő          | Döntő             | Helyezés |
| Versenyző                                                                      | Versenyszám       | Ellenfél Eredmény | Hely.     | Ellenfél Eredmény | Hely.     | Ellenfél Eredmény | Hely.     | Ellenfél Eredmény        | Ellenfél Eredmény | Ellenfél Eredmény | Ellenfél Eredmény         | Ellenfél Eredmény | Ellenfél Eredmény | Ellenfél Eredmény | Ellenfél Eredmény | Ellenfél Eredmény | Ellenfél Eredmény | Helyezés |
| ------------------------------------------------------------------------------ | ----------------- | --- | --------- | --- | --------- | --- | --------- | ------------------------ | ----------------- | ----------------- | ------------------------- | ----------------- | ----------------- | ----------------- | ----------------- | ----------------- | ----------------- | -------- |
| Andrés García                                                                  | Tőr, egyéni       | 8. csoport · Salman Mohamed Hussain (KUW) · 5–0 · Anatol Richter (AUT) · 5–4 · Kanacu Josihiko (JPN) · 5–2 · Gátai Róbert (HUN) · 4–5 · Philippe Omnès (FRA) · 1–5                            | 3.        | 2. csoport · Matthias Behr (FRG) · 3–5 · Andrea Borella (ITA) · 5–0 · Sergio Turiace (ARG) · 5–4 · Mike Marx (USA) · 1–5 · Csang Cse-cseng (Zhang Zhicheng) (CHN) · 3–5 | 4.        | 1. csoport · Mike Marx (USA) · 5–1 · Laurent Bel (FRA) · 2–5 · Marian Sypniewski (POL) · 2–5 · Aris Enkelmann (GDR) · 1–5  | 4.        | Laurent Bel (FRA) · 8–10 |                   |                   | Emura Kódzsi (JPN) · 9–10 | kiesett           | kiesett           | kiesett           | kiesett           | kiesett           | kiesett           | 32.      |
| Jesús Esperanza                                                                | Tőr, egyéni       | 7. csoport · Alkindi (INA) · 5–2 · Roberto Lazzarini (BRA) · 5–2 · Dave Littell (USA) · 5–3 · Bill Gosbee (GBR) · 3–5 · Aljakszandr Ramanykov (URS) · 3–5                                     | 3.        | 1. csoport · Stephen Angers (CAN) · 5–0 · Benoît Giasson (CAN) · 5–4 · Aljakszandr Ramanykov (URS) · 5–0 · Jens Howe (GDR) · 0–5 · Szekeres Pál (HUN) · 3–5             | 4.        | 2. csoport · Thierry Soumagne (BEL) · 5–3 · Bogusław Zych (POL) · 2–5 · Mauro Numa (ITA) · 0–5 · Peter Lewison (USA) · 0–5 | 5.        | kiesett                  | kiesett           | kiesett           | kiesett                   | kiesett           | kiesett           | kiesett           | kiesett           | kiesett           | kiesett           | 34.      |
| Ángel Fernández                                                                | Párbajtőr, egyéni | 14. csoport · Ahmed Al-Doseri (BRN) · 5–1 · Alain Côté (CAN) · 5–5 · Ma Cse (Ma Zhi) (CHN) · 5–2 · Douglas Fonseca (BRA) · 3–5 · Torsten Kühnemund (GDR) · 1–5                                | 4.        | 1. csoport · Rafael di Tella (ARG) · 3–5 · Michel Dessureault (CAN) · 5–5 · Michel Poffet (SUI) · 3–5 · Torsten Kühnemund (GDR) · 2–5                                   | 5.        | kiesett | kiesett   | kiesett                  | kiesett           | kiesett           | kiesett                   | kiesett           | kiesett           | kiesett           | kiesett           | kiesett           | kiesett           | 51.      |
| Fernando de la Peña                                                            | Párbajtőr, egyéni | 3. csoport · Robert Marx (USA) · 5–4 · Roberto Durão (POR) · 5–2 · I Szanggi (Lee Sang-gi) (KOR) · 2–5 · Jean-Michel Henry (FRA) · 1–5                                                        | 3.        | 5. csoport · Tu Csen-cseng (Du Zhencheng) (CHN) · 3–5 · Axel Birnbaum (AUT) · 2–5 · Philippe Riboud (FRA) · 2–5 · Andrej Suvalov (URS) · 4–5                            | 5.        | kiesett | kiesett   | kiesett                  | kiesett           | kiesett           | kiesett                   | kiesett           | kiesett           | kiesett           | kiesett           | kiesett           | kiesett           | 56.      |
| Manuel Pereira                                                                 | Párbajtőr, egyéni | 7. csoport · Joaquin Pinto (COL) · 5–4 · Kolczonay Ernő (HUN) · 4–5 · Jerri Bergström (SWE) · 2–5 · Thomas Gerull (FRG) · 2–5                                                                 | 5.        | kiesett | kiesett   | kiesett | kiesett   | kiesett                  | kiesett           | kiesett           | kiesett                   | kiesett           | kiesett           | kiesett           | kiesett           | kiesett           | kiesett           | 65.      |
| Antonio García                                                                 | Kard, egyéni      | 4. csoport · Pedro Bleyer (BOL) · 5–0 · Kim Szanguk (Kim Sang-Uk) (KOR) · 5–3 · Peter Westbrook (USA) · 2–5 · Janusz Olech (POL) · 1–5 · Nébald György (HUN) · 3–5 · Andrej Alsan (URS) · 2–5 | 5.        | 3. csoport · Jean-Paul Banos (CAN) · 4–5 · Szergej Mingyirgaszov (URS) · 4–5 · Jean-François Lamour (FRA) · 3–5 · Marco Marin (ITA) · 1–5                               | 5.        | kiesett | kiesett   | kiesett                  | kiesett           |                   | kiesett                   | kiesett           |                   |                   | kiesett           | kiesett           | kiesett           | 26.      |
| Ángel Fernández Oscar Fernández Raúl Maroto Fernando de la Peña Manuel Pereira | Párbajtőr, csapat | 4. csoport · Olaszország (ITA) · 5–8 · Dél-Korea (KOR) · 7–9 | 3.        | |           | |           | kiesett                  |                   |                   |                           |                   |                   |                   | kiesett           | kiesett           | kiesett           | 13.      |

## Vízilabda
| Spanyol férfi vízilabdacsapat-játékoskeret                                                                                    | Spanyol férfi vízilabdacsapat-játékoskeret                                                         |
| --- | -------------------------------------------------------------------------------------------------- |
| - Jesús Miguel Rollán - Miguel Chillida - Marco Antonio González - Miguel Pérez - Manuel Estiarte - Pedro Robert - Jordi Payá | - José Antonio Rodríguez - Jordi Sans - Salvador Gómez - Mariano Moya - Jorge Neira - Pedro García |

### Eredmények
Csoportkör
B csoport
| Csapat                 | M | Gy | D | V | G+ | G– | Gk  | P |
| ---------------------- | - | -- | - | - | -- | -- | --- | - |
| Egyesült Államok (USA) | 5 | 4  | 0 | 1 | 56 | 40 | +16 | 8 |
| Jugoszlávia (YUG)      | 5 | 4  | 0 | 1 | 60 | 38 | +22 | 8 |
| Spanyolország (ESP)    | 5 | 3  | 1 | 1 | 48 | 38 | +10 | 7 |
| Magyarország (HUN)     | 5 | 2  | 1 | 2 | 50 | 43 | +7  | 5 |
| Görögország (GRE)      | 5 | 1  | 0 | 4 | 45 | 66 | –21 | 2 |
| Kína (CHN)             | 5 | 0  | 0 | 5 | 34 | 68 | –34 | 0 |

| 1988. szeptember 21. 11:30 | Kína (CHN)           | 6–13 | Spanyolország (ESP) |  |
| 1988. szeptember 21. 11:30 | (1–4, 1–3, 2–2, 2–4) |      |                     |  |
| 1988. szeptember 21. 11:30 |                      |      |                     |  |

| 1988. szeptember 22. 10:15 | Egyesült Államok (USA) | 7–9 | Spanyolország (ESP) |  |
| 1988. szeptember 22. 10:15 | (1–3, 1–0, 2–3, 3–3)   |     |                     |  |
| 1988. szeptember 22. 10:15 |                        |     |                     |  |

| 1988. szeptember 23. 11:30 | Magyarország (HUN)   | 6–6 | Spanyolország (ESP) |  |
| 1988. szeptember 23. 11:30 | (0–3, 3–1, 2–1, 1–1) |     |                     |  |
| 1988. szeptember 23. 11:30 |                      |     |                     |  |

| 1988. szeptember 26. 16:30 | Spanyolország (ESP)  | 8–10 | Jugoszlávia (YUG) |  |
| 1988. szeptember 26. 16:30 | (0–4, 3–2, 2–2, 3–2) |      |                   |  |
| 1988. szeptember 26. 16:30 |                      |      |                   |  |

| 1988. szeptember 27. 14:00 | Görögország (GRE)    | 9–12 | Spanyolország (ESP) |  |
| 1988. szeptember 27. 14:00 | (1–3, 3–3, 4–2, 1–4) |      |                     |  |
| 1988. szeptember 27. 14:00 |                      |      |                     |  |

Az 5–8. helyért
| Csapat              | M | Gy | D | V | G+ | G– | Gk | P |
| ------------------- | - | -- | - | - | -- | -- | -- | - |
| Magyarország (HUN)  | 3 | 1  | 2 | 0 | 28 | 20 | +8 | 4 |
| Spanyolország (ESP) | 3 | 1  | 1 | 1 | 24 | 23 | +1 | 3 |
| Olaszország (ITA)   | 3 | 1  | 1 | 1 | 25 | 25 | 0  | 3 |
| Ausztrália (AUS)    | 3 | 1  | 0 | 2 | 18 | 27 | –9 | 2 |

| 1988. szeptember 30. 14:00 | Ausztrália (AUS)     | 8–7 | Spanyolország (ESP) |  |
| 1988. szeptember 30. 14:00 | (2–0, 1–3, 3–0, 2–4) |     |                     |  |
| 1988. szeptember 30. 14:00 |                      |     |                     |  |

| 1988. október 1. 14:00 | Olaszország (ITA)    | 9–11 | Spanyolország (ESP) |  |
| 1988. október 1. 14:00 | (3–2, 4–2, 1–4, 1–3) |      |                     |  |
| 1988. október 1. 14:00 |                      |      |                     |  |

| Csapat              | Helyezés |
| ------------------- | -------- |
| Spanyolország (ESP) | 6.       |